# Sphaerodactylus pimienta
Sphaerodactylus pimienta är en ödleart som beskrevs av  Thomas HEDGES och GARRIDO 1998. Sphaerodactylus pimienta ingår i släktet Sphaerodactylus och familjen geckoödlor. IUCN kategoriserar arten globalt som starkt hotad. Inga underarter finns listade i Catalogue of Life.